# Björkhyttan
Björkhyttan är en by och gammal hytta i Linde socken, Lindesbergs kommun.

## Historia
Hyttan omtalas i skriftliga handlingar första gången på 1460-talet, då den upptas i Karl Knutsson (Bonde)s jordebok, och där sägs vara inköpt av Ida Johansdotter (Bülow), änka efter riddar Lars Ulfsson (Aspenäsätten). 1538 skattade Björkhyttan 4 fat osmundsjärn årligen i skatt. 1573 begärde bönderna i Björkhyttan nedsättningar med skatten, då vårfloden förstört hyttdammen och dessutom sköljt med sig stora delar av malmupplaget vid hyttan.
Redan 1554 hade Gustav Vasa gett bönderna i Lindesås, det som senare blev Lindesbergs stad, att bruka skogarna till kringliggande byar, då främst Björkhyttan och Björka byars mark. De hade visserligen 1638 dömts att återlämna den marken, men det blev inte av, och då Lindesbergs stad anlades 1643 lades Björka bys mark till staden. 1673 stadfäste dock Kunglig Majestät att alla från hemman och bolbyar bortsålda ägor skulle åter för lösen läggas till sin bolstad igen. Bönderna i Björkhyttan förlorade 1680 tvisten, och 1682 tilläts Lindebergsborna även att inköpa ny mark. 1719 gjorde dock Björkhytteborna ett nytt försöka att riva sin sak, vilket visserligen ledde till den tidigare domen 1720 bekräftades, men samtidigt fastslogs att en ny karta skulle entydigt och slutgiltigt reglera gränsen mellan Lindesberg och Björkhyttans marker.
Hyttan i Björkhyttan lades ned någon gång före 1790, men byn har levat vidare, även om Lindesbergs stad krupit allt närmare byn. Kring sekelskiftet 1900 anlades stadsdelen Östermalm på byns kvarvarande skog.